# Jean Chesneaux

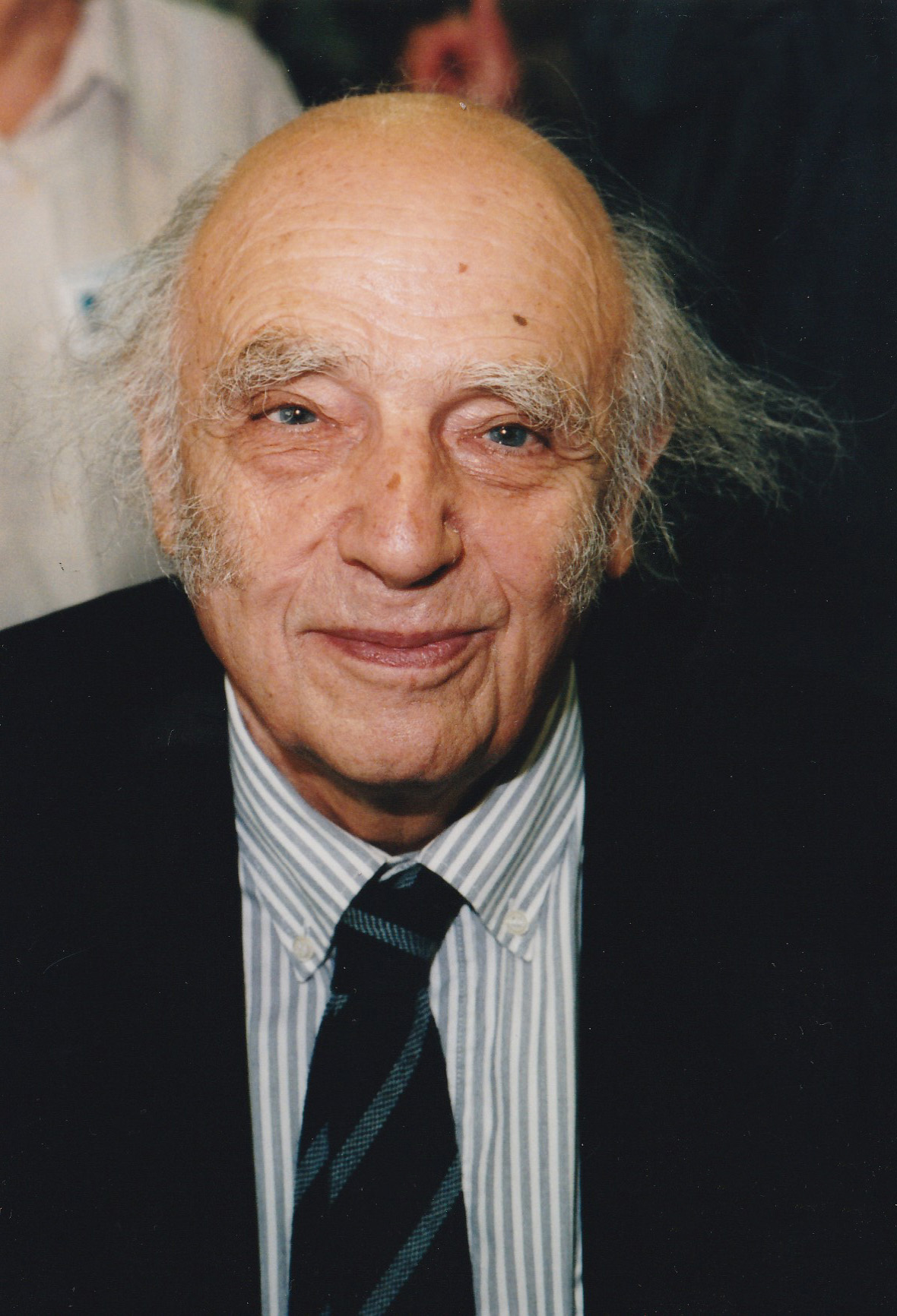
Jean Chesneaux

Jean Chesneaux (1922-2007), Foi um historiador e militante político do Partido Comunista francês.
1. ↑  «Jean Chesneaux». Babelio (em francês). Consultado em 5 de maio de 2019
2. ↑  https://www.ufrgs.br/nerint/folder/resenhas/resenha63.pdf